# Rainbach (Neckargemünd)

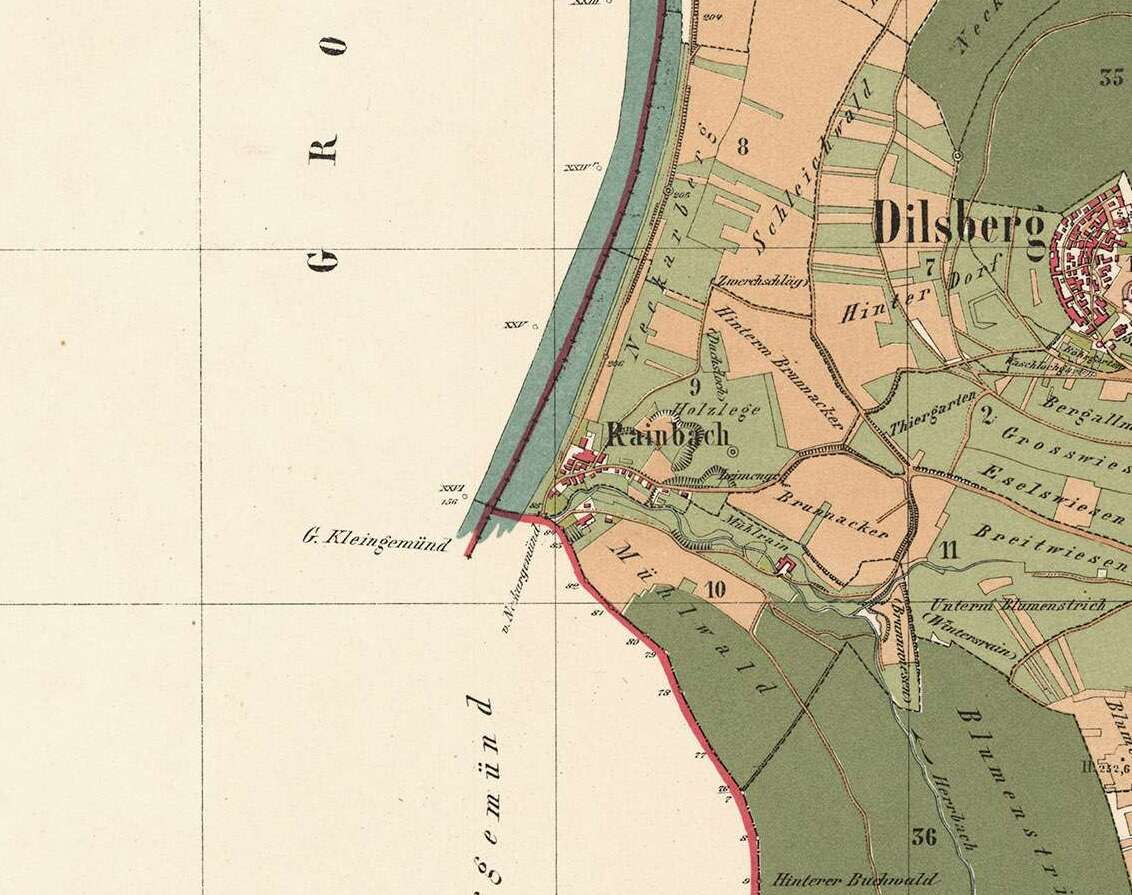
Rainbach auf einer Karte von 1880

Rainbach, umgangssprachlich auch die Rainbach, ist eine Ortschaft im Nordwesten von Baden-Württemberg. Es bildet heute einen Teil der Stadt Neckargemünd im Rhein-Neckar-Kreis.

## Geographie

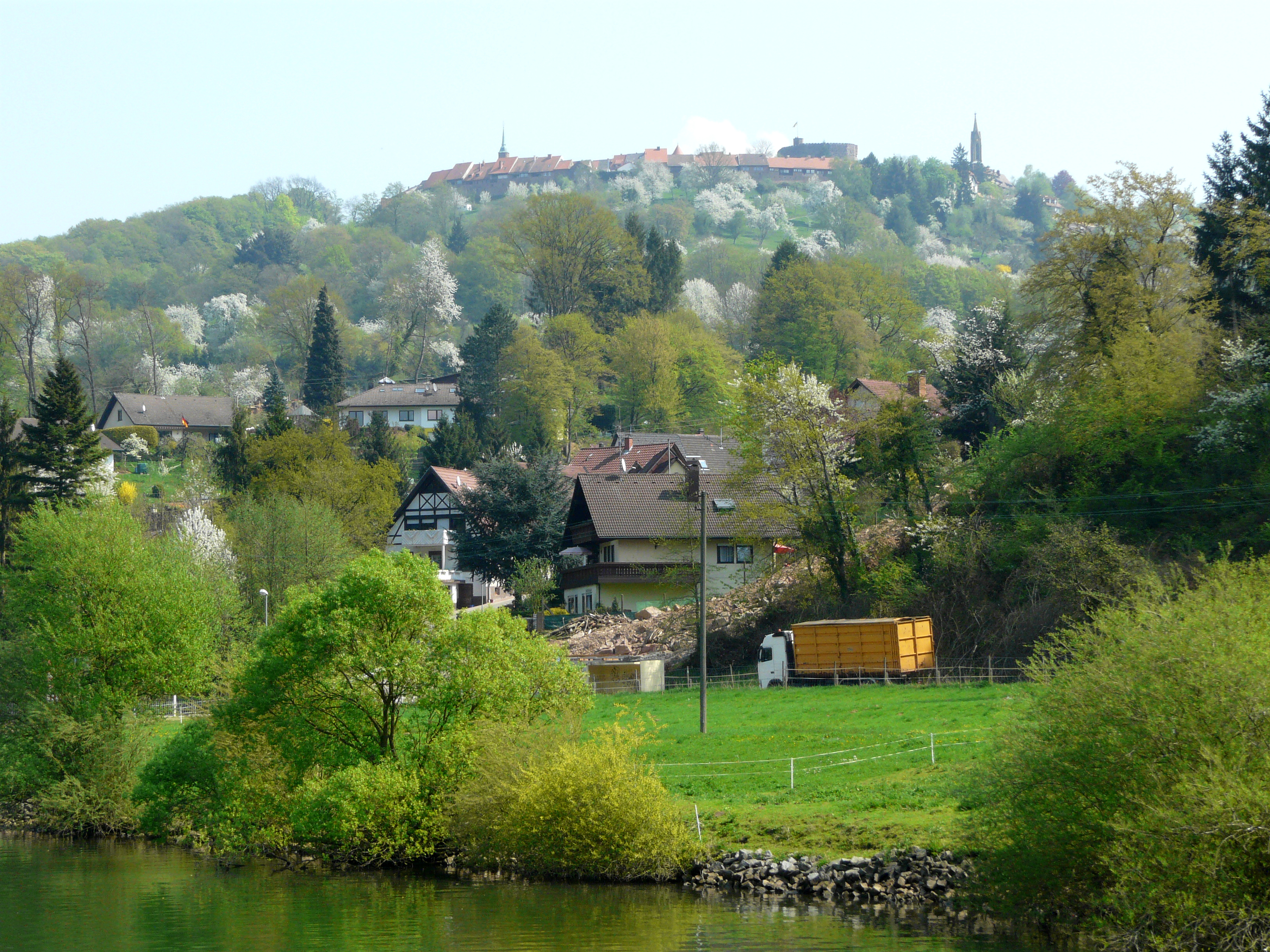
Blick über den Neckar auf Rainbach

Rainbach liegt am linken Ufer des Neckars, unmittelbar vor der Mündung des Herrbaches. Überragt wird der Ort von der Bergfeste Dilsberg im Nordosten. Strukturell handelt es sich bei Rainbach um ein Straßendorf. In jüngerer Zeit wurde es erweitert um eine weitere Straße mit an ihr liegenden Häusern auf der gegenüberliegenden Seite des Herrbaches.

## Geschichte
Rainbach und das westlich des Dilsbergerhofes gelegene Reitenberg gelten als älteste Siedlungen auf dem Gebiet der Gemeinde Dilsberg. Urkundlich erstmals erwähnt wurden sie 1369, als die Einwohner beide Orte verlassen mussten, um auf den Dilsberg zu ziehen. Im Gegensatz zu Reitenberg, das eine Wüstung blieb, wurde Rainbach im 18. Jahrhundert erneut besiedelt, denn hier wurden eine Mühle sowie eine Ziegelei errichtet.

## Gemeinde

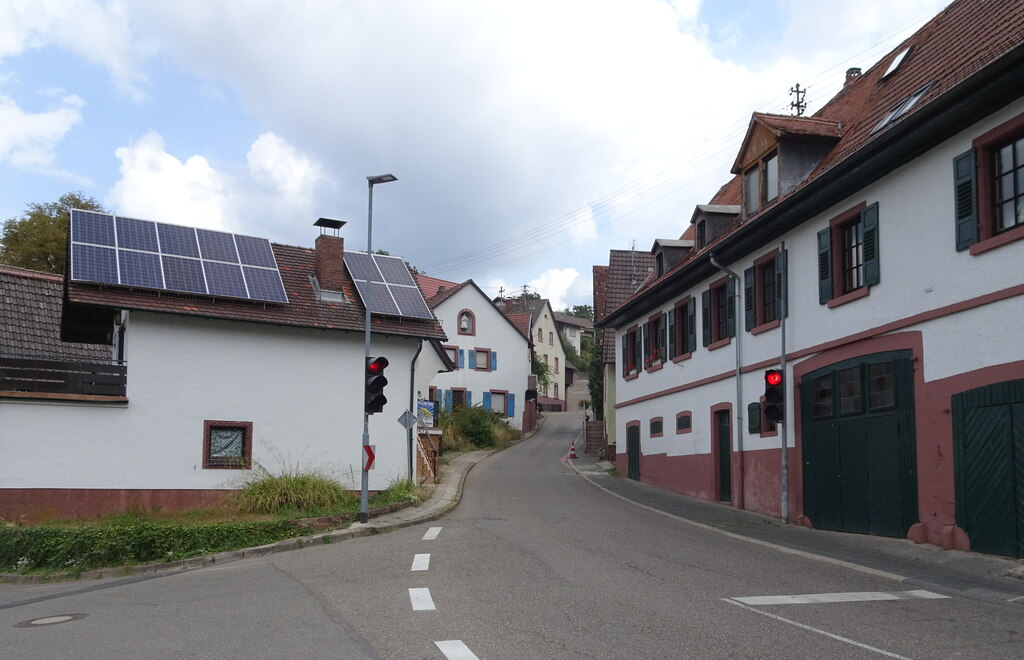
Blick von unten in die Ortsstraße

Rainbach war stets ein Ortsteil von Dilsberg gewesen. Mit diesem wurde es im Januar 1973 nach Neckargemünd eingemeindet.

## Verkehr
Durch Rainbach verläuft die Kreisstraße 4200, die von Neckargemünd im Westen kommt und in Langenzell im Süden endet.

## Sonstiges

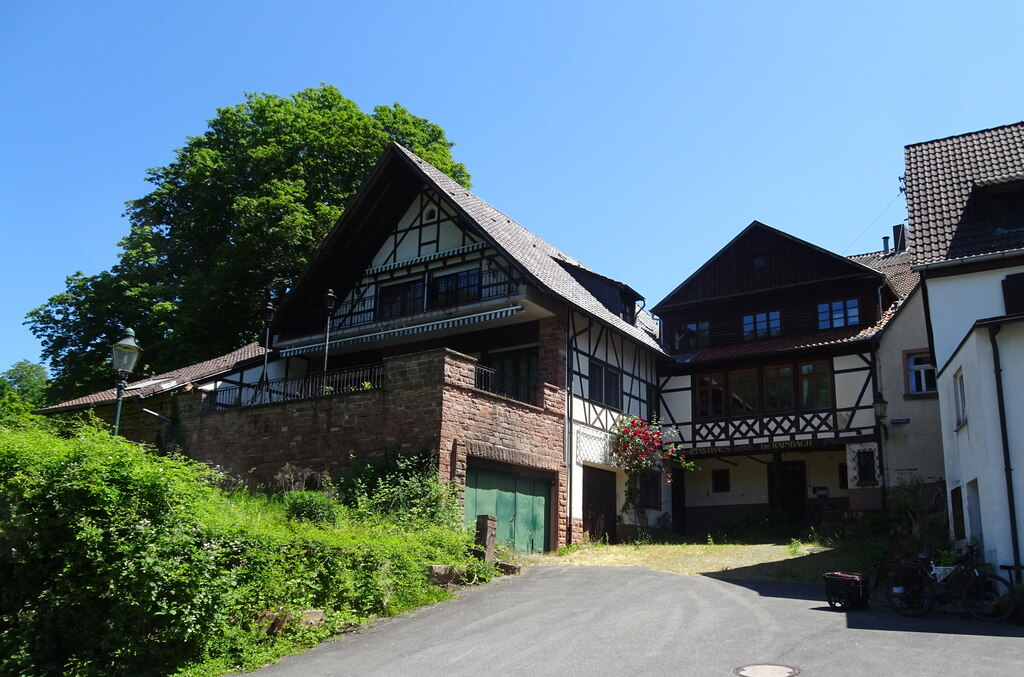
Der ehemalige Gasthof Die Rainbach

Mit Die Rainbach hatte es früher einen Landgasthof im Ort gegeben, der unter anderem durch Helmut Kohl als Stammgast bekannt geworden war. Nachdem er geschlossen worden war, kam es 2021 zu einem Umbau des Gebäudes.